# (1686) De Sitter
(1686) De Sitter es el asteroide número 1686 situado en el cinturón principal. Fue descubierto por el astrónomo Hendrik van Gent desde la estación meridional de Leiden en Johannesburgo, República Sudaficana, el 28 de septiembre de 1935. Su designación alternativa es 1935 SR1. Está nombrado en honor del astrónomo neerlandés Willem de Sitter (1872-1934).